# Bernhard Lauth
Bernhard Lauth (* 31. Mai 1956 in München) ist ein Wissenschaftsphilosoph und Professor an der Fakultät für Philosophie an der Ludwig-Maximilians-Universität München.
Er arbeitet unter anderem auf den Gebieten Logik und Wissenschaftstheorie, der Überprüfung und Bestätigung von wissenschaftlichen Hypothesen, Neuronale Netze sowie Geist – Gehirn – Kognition. Er gilt als ein Vertreter des strukturalistischen Theorienkonzepts in der Wissenschaftstheorie.
Lauth plädiert für eine „wissenschaftlich informierte Philosophie, die den Primat empirischer Methoden akzeptiert“. Darunter versteht er eine Philosophie, die die neurowissenschaftlichen Untersuchungen von Benjamin Libet, Wolf Singer, Gerhard Roth und Wolfgang Prinz zum Thema Willensfreiheit positiv rezipiert. Alle Aspekte unseres geistigen Lebens lassen sich nach Lauth naturwissenschaftlich erklären. 

## Werke
- Bernhard Lauth, Jamel Sareiter: Wissenschaftliche Erkenntnis. Eine ideengeschichtliche Einführung in die Wissenschaftstheorie, Mentis-Verlag, Paderborn 2002.
- B. Lauth: Descartes im Rückspiegel. Der Leib-Seele-Dualismus und das naturwissenschaftliche Weltbild, Mentis-Verlag, Paderborn, 2006.